# カントン制度

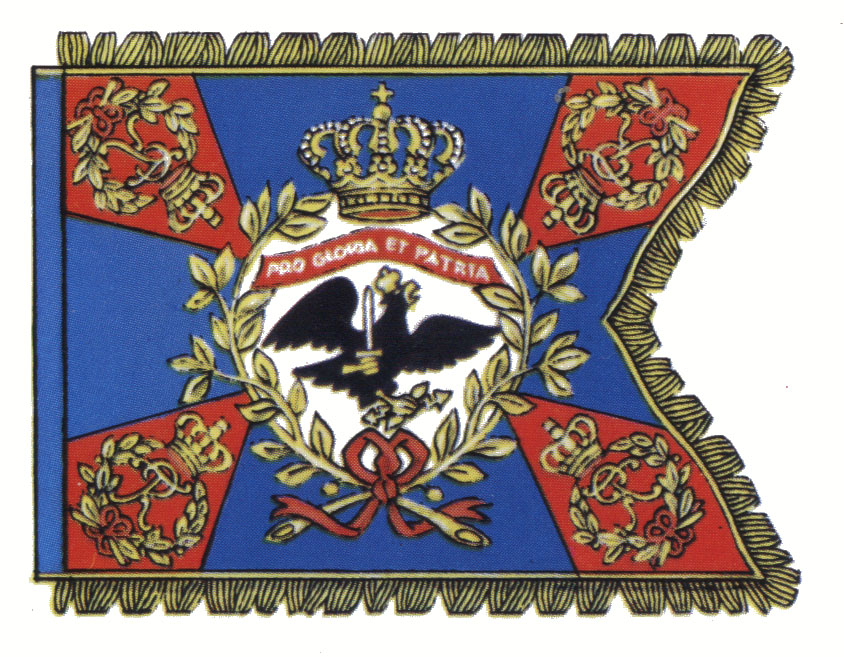
プロイセン軍騎兵の軍旗

カントン制度 (Kantonssystem) とは、18世紀プロイセン王国における軍事制度である。徴兵区制度、連隊区制度などと訳され、一種の選抜徴兵制であると説明されている。フリードリヒ・ヴィルヘルム1世によりつくられた。厳密には後述する3つの要素の1番目のみを指すが、一般にはこれらをまとめてカントン制度と呼ぶ。「第5の列強」軍事大国プロイセンの人的基盤を形成した。なおカントンとは、州や郡のような行政区画、あるいはその区割りのことを意味する。

## 背景

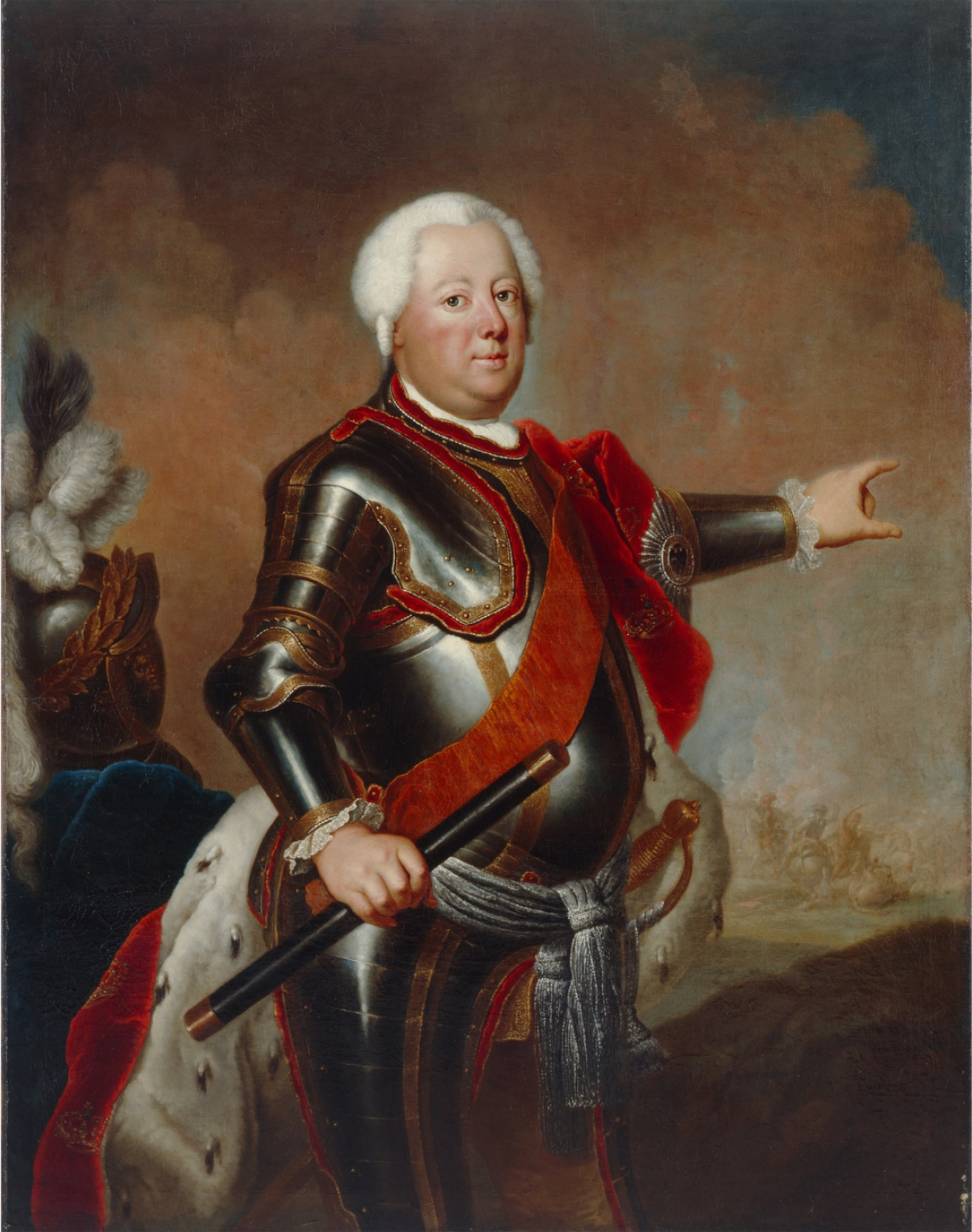
フリードリヒ・ヴィルヘルム1世

兵員の増強を図るため、自国民を徴兵によって動員しようとする試みは大選帝侯のときから行われていたが、そのときは王領地から小規模な民兵部隊を立ち上げたぐらいで、あまり成功しなかった。ひとつは労働力を失う領主貴族層の強い反発を受けたためであり、またひとつはそれを行えば国力の低下は明らかであったためである。
そのころ行われていた募兵では誘拐まがいの強引なやり方が横行していた。詐欺によって兵士にするとは知らせぬまま騙して連れてくるのはまだいいほうで、部隊の兵員充足のためには手段を選ばない将校は、無防備に道を歩いていた農夫を無理やり連行する、「特殊部隊」を編成して教会のミサを襲いその場にいた男子を連れ去る、といったことをしばしば行った。このようなやり方は地域住民の反感を買い、暴動騒ぎや、若者の国外への集団逃亡といった事態を引き起こした。
そこで地域共同体に人選をまかせて一定人数の男性を出頭させる方法が試みられたが、この方法ではその共同体が追い払いたいと願っていたような人間ばかりが送り出されてきたため、ろくな兵士が得られなかった。そのためこの方法は廃止された。自国内での募兵では到底足りないため、外国の傭兵を雇うことでその代りとしていたが、雇用のための費用が多くかかり、しかも傭兵は士気が低くてすぐに逃亡し、規律にも問題があった。
このような状況はヨーロッパ諸国に共通であったが、人口の限られた小国のプロイセンが数と質、両方で他国に抜きんでる軍隊を構築しようと思えば、なんらかの徴兵システムを作り上げるしかなかった。彼の理想とする軍隊をつくるため、王が構築した仕組み、それがカントン制度である。

## 概要
カントン制度は1733年に法が発布されて正式に成立したが、実際にはそれまでにすでに複数の試みが先行して行われており、法制化はそのまとめ、統一化である。以下にその内容を記す。

### 徴兵、区割り制度
各連隊ごとに一定の地域を割り当て、そのなかで徴兵を行うようにしたものである。カントン制度の中核をなす。区割りそれ自体は、王の即位に前後してスペイン継承戦争が、またしばらくして大北方戦争が終結したことにより、それまでの戦争続きの数十年間、長く1か所にとどまることがなかった部隊に定まった駐屯地と言える場所ができたことから自然発生的に生じたものを追認した場合が多い。
区割りの中ではさらに中隊ごとに地域が小さく分けられ、可能な限り割り振られた地域の内で必要な人員を徴募することが求められた。連隊長や中隊長はその部隊の人員充足率について責任を負わせられていたために、しばしば同じ軍隊の中で兵士の取り合いが起こった。これを抑止するのが区割りの目的のひとつである。
徴兵された兵士をカントニスト (Kantonist) と呼ぶ。徴兵対象者は農村および都市の若い男子で、とくに貧しい農村出身者が実際に徴兵されるうちの多数を占めた。貴族はもちろんであるが、一定以上の資産保持者 (高額納税者) 、土地を所有する農民の長男 (後継ぎ) 、牧師、教師、医者とその学生、国が重要とみなしている分野で活動する職人、商人、などは除外された。また、ベルリンなどの大都市は都市がまるごと徴兵を免れる特権を有していた。これはその税収と産業による物品供給に優先が置かれていたからであるが、このために王はベルリンを内心嫌っていたという。

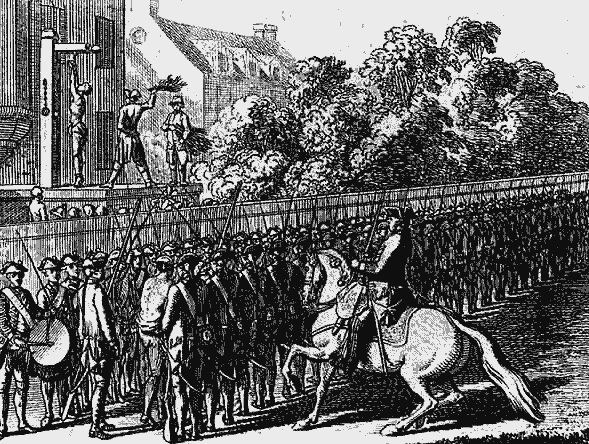
逃亡兵の処罰の様子。手前は服を脱がされた逃亡兵が槍を持った兵士のあいだを歩かされる「Spiessrutenlauf」、奥はさらし台に吊るされ鞭打たれる逃亡兵。

徴兵者が連隊から逃亡して村に逃げ帰った場合、その村が彼を匿えば見せしめのために村全体が罰を受けた。また逃亡兵の穴埋めは、必ずその出身の村から代わりの者を徴兵することによって行われた。このように、逃亡兵は故郷へ逃れてもすぐに当局に突き出されるように仕向けられていた。
連隊に地域性が生まれ、そこへ同じ土地の出身者がたくさん集まって所属したことは連隊の士気と団結に優れた効果をもたらした。また、連隊と地域住民との関係が向上した。また、実際に徴兵された者はずっと拘束されていたのではなくて、次の帰休兵制度によって、毎年農村の畑と都市の駐屯地を往復していた。

### 帰休兵制度
有事における戦力を確保しつつ、地域経済と国民の負担、および税収への影響を最小限に抑えるために設けられた。平時において、徴兵された兵士は最初の2年間の兵役を終えると、そのあとは1年のうち2か月だけ連隊に戻っていればよく、それ以外の10か月は村や都市に戻って働くことを許された。これを帰休兵制度と呼ぶ。この制度が導入された初めのころは1年のうち3か月は連隊にいることを求め、かつ、帰休する期間はあえて複数回に分けて1年のうち何度も連隊に復帰させた。逃亡を恐れたためであるが、制度が定着することによって兵士への信用が増し、そのようなことはなくなった。
帰休兵は、自身が兵士であることを示すために、公共の場 (教会の礼拝など) では制服の着用が義務づけられていた。きちんと義務を果たしているかどうかを一目でわかるようにするためである。また帰休兵についての裁判権は、基本的に、その兵が農民として所属する土地の領主ではなく、兵士として所属する連隊にあった。結婚、移住の許可についても同様である。これはプロイセンにおける伝統的な貴族－農民関係に重要な変化をもたらしたと考えられているが、これについては後述する。
帰休兵制度は、徴兵された者だけではなく、一部の、外国出身の傭兵に対しても適用された。彼らは部隊の駐屯する都市の労働力に加わり、向上心のある者は職人としての技量を身につけて除隊後もプロイセンの発展に貢献した。

### 登録制度
毎年の世代交代、そして連隊に欠員が生じたとき迅速に補充を行えるように、あらかじめ連隊が徴兵義務者を把握しておく制度が設けられた。これが登録制度である。10代以上の徴兵対象身分の男子について、連隊はその名簿を作り、それは毎年更新された。登録されたものは赤いネクタイであるとか、赤い房飾りとかを身につけて一目でそれとわかるようにすることを求められた。これによって連隊は安定した定員の充足を保ち、戦争によって多くの損害を被った場合でも比較的短期間で戦力を回復することを可能にした。
連隊の士官や下士官はときどき村々を巡っては登録者を集めて、兵士の心得や、準備しておくべき事柄を教え、また時には実際の部隊の様子、訓練している光景を見学させた。徴兵されたときの慣熟までの時間の短縮を図るとともに、あらかじめ情報を与えることで徴兵への心理的抵抗を薄める目的があった。
登録された者は、やはり結婚や移動について連隊の承認が必要であった。連隊は必要以上に登録者の数を増やし、本来徴兵を免除されているはずの階層の人間でもかまわず名簿に入れてしまうことがあった。しかも、連隊は兵士ではない登録者についても、その土地の貴族の支配権を否定することがしばしばであったため、帰休兵の扱いについてと同様、領主貴族層と係争になった。これについても後述する。

## 影響

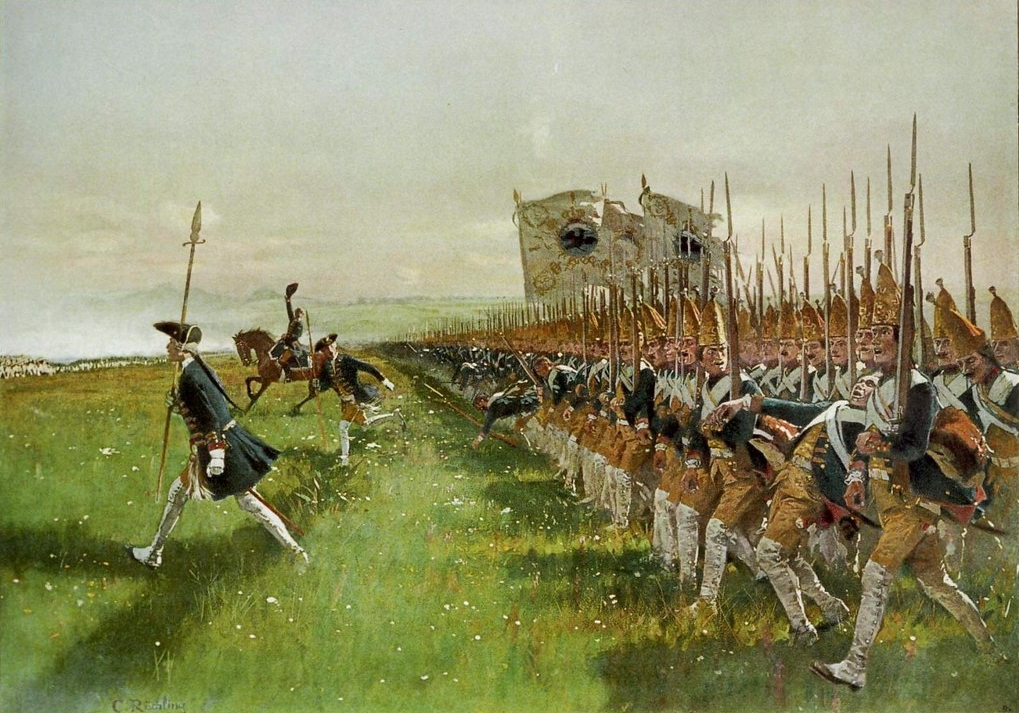
ホーエンフリートベルクの戦い

### その軍事的効果
当時他国から抜きんでていた行政組織、優秀な官僚と将校に裏打ちされたカントン制度により、プロイセンはその規模に不釣り合いな大きさの軍隊を構築することに成功した。王の即位の段階で、プロイセン軍はせいぜい4万前後の規模であったが、次代のフリードリヒ2世（フリードリヒ大王）の即位のときには倍の8万の兵力を有していた。これはドイツにおけるのどの大領邦よりも抜きんでて多く、オーストリアの10万に次ぐ規模であった。プロイセンは当時人口はヨーロッパで13位であったが、兵士数は第4位であったという。しかもその軍隊は質も優秀であった。これが大王の軍事的活躍の基盤となるのである。大王没時には兵士数は19万を数えた。
ただし、全兵士数における自国民の割合を増やすという目的には限界があった。というのも、兵士の数についてこれを満足するということはありえず、拡張を続ける軍隊に対してはカントン制度をもってしても十分な数の徴兵者を供給することができなかったからである。もしそれをあえて行えば貴族、農民を問わず地域社会の我慢の限界を超える恐れがあった。であるから、プロイセン軍の傭兵への依存は継続し、少ない時でも全兵士のうち3分の1を傭兵が占めたという。
プロイセンの成功は他国にも影響を与え、オーストリアなどはプロイセンとの戦争のあと、これに類似した制度を導入して軍事力の増大を図った。そしてカントン制度は、フランス革命で国民皆兵制が生まれ、ナポレオン戦争ののち、シャルンホルストらがプロイセンに一般徴兵制を導入するまで続いた。

### その非軍事的効果
カントン制度は純粋な軍事上の貢献にとどまらず、社会の様相にも変化を与えた。その第一は、カントン制度によって王国がその国民を把握できるようになったことである。当時のプロイセンでは、貴族の土地に属する農民は貴族の全面的な支配を受けていて、国王やその官僚はその国民を直接把握することが難しく、王領地以外で実際にその権力が及ぶのはせいぜい郡長までと言われていた。
しかしカントン制度により、それまで農民が移住や結婚の届け出を領主の貴族に行っていたのが、徴兵対象身分の者はその地区の連隊に対して行うようになった。連隊は徴兵可能対象者を限りなく多く名簿に載せようとしたので、徴兵免除者でもしばしば名簿に載り、かつ、連隊はただ徴兵される可能性があるというだけの者でも、その管理の必要性を主張して貴族と争った。そして連隊はつねに貴族の支配を侵食し続けた。
この結果、国の力の及ぶ範囲が拡大し、それまでの国王－貴族－農民という重層構造に変化が生じた。プロイセン国王は軍隊を通じて初めて国民を把握した、と言われる。
第二は、貴族と農民との関係に変化が生じたことである。徴兵者は、帰休制度で畑に帰ったあとも、「国王陛下の兵隊」であるという意識と立場から、それまで隷属していた貴族に対して、しばしば公然と反抗するようになった。というのも帰休兵についてはその連隊に裁判権があったからである。
また徴兵されておらず名簿に登録されているだけの者でも、ことあるごとに連隊が口を出して支配の優越を主張したため、農民はそれを後ろ盾と思うようになり、それまで当然と思われていた貴族の支配力が揺らぐことになった。貴族の相次ぐ抗議と陳情の結果、登録者についてはその優越支配権は貴族の側にあると国王は一応認めたが、現場のレベルではしばしばこのことは無視された。
これらの結果、貴族の地位が低下するとともに庶民の間に、何々という貴族の領民、ではなく自分たちはプロイセン王国の臣民であるという意識が広まった。同時に、彼らはそれまでの貴族の支配に異議申し立てをするようになった。ただしこれとは逆に、地域社会における貴族－農民関係と軍隊における将校－兵士関係は相互に対応していて、農民の所属意識に変化はあったとしても、命令する者と命令に従う者としての役割、身分意識はかえって強化再生産されたとする論考もある。
またついでに、当時フリードリヒ・ヴィルヘルム1世やフリードリヒ大王がすべての臣民に求めた美徳、すなわち勤勉、倹約、忠誠といった価値観が、このカントン制度によって成り立っていた軍隊を通じて人々の間に浸透し醸成され、それが19世紀に「プロイセン人意識」としてドイツ人に知られるようになったという論考が存在することを付け加える。